# ベストリハ
ベストリハ株式会社とは、東京都台東区上野に本社を置く、介護・医療・福祉の分野で事業を展開する企業である。

## 沿革
- 2011年9月 - ベストリハ株式会社を東京都足立区に設立
- 2011年9月 - デイサービス『ベストリハ五反野』を東京都足立区足立に開設
- 2012年6月 - デイサービス『ベストリハ四ツ家』を東京都足立区青井に開設
- 2013年3月 - デイサービス『ベストリハ北千住』を東京都足立区千住に開設
- 2013年7月 - デイサービス『ベストリハ西日暮里』を東京都荒川区西日暮里に開設
- 2013年11月 - デイサービス『ベストリハ早稲田』を東京都文京区関口に開設
- 2014年7月 - デイサービス『ベストリハ一宮』を愛知県一宮市今伊勢町に開設
- 2014年8月 - デイサービス『ベストリハ立石』を東京都葛飾区立石に開設
- 2014年8月 - 訪問看護『ベストリハ訪問看護ステーション北千住』を東京都足立区千住に開設
- 2015年1月 - デイサービス『ベストリハ高田馬場』を東京都新宿区下落合に開設
- 2015年4月 - 訪問看護『ベストリハ訪問看護ステーション高田馬場』を東京都新宿区下落合に開設
- 2015年4月 - 訪問看護『ベストリハ訪問看護ステーション御茶ノ水』を東京都千代田区外神田に開設
- 2015年9月 - デイサービス『ベストリハ西早稲田』を東京都新宿区西早稲田に開設
- 2016年4月 - デイサービス『ベストリハ墨田』を東京都墨田区横川に開設
- 2016年4月 -『ベストリハ四ツ家』を東京都足立区西新井に移転。店舗名を『ベストリハ西新井』に変更
- 2016年8月 - 訪問看護『ベストリハ訪問看護ステーション竹ノ塚』を東京都足立区竹の塚に開設
- 2016年9月 - 訪問看護『ベストリハ訪問看護ステーション王子』を東京都北区豊島に開設
- 2016年11月 - リハワーク『足立ベーカリー』を東京都足立区千住龍田町に開設
- 2017年2月 - 訪問看護『ベストリハ訪問看護ステーション綾瀬』を東京都足立区綾瀬に開設
- 2017年6月 - 子会社株式会社クロスストーリーを設立
- 2017年7月 - 自費リハビリ『リハビリセンター上野』を東京都台東区東上野に開設
- 2017年7月 - 訪問看護『ベストリハ訪問看護ステーション日暮里』を東京都荒川区東日暮里に開設
- 2017年7月 - 児童発達支援・ 放課後等デイサービス『ハッピートライアングル竹ノ塚』を東京都足立区竹の塚に開設
- 2017年11月 - デイサービス『ベストリハ一宮西』を愛知県一宮市今伊勢町に開設
- 2017年12月 - 配食サービス『メディミール』を東京都荒川区町屋に開設
- 2018年2月 - 訪問看護『ベストリハ訪問看護ステーション銀座』を東京都中央区新富に開設
- 2018年5月 - デイサービス『ベストリハ小岩』を東京都葛飾区細田に開設
- 2018年7月 - デイサービス『ベストリハ竹ノ塚』を東京都足立区竹の塚に開設
- 2018年9月 -『リハビリセンター上野』を東京都台東区竜泉に移転。デイサービスに変更し、店舗名も『ベストリハ台東』に変更
- 2018年10月 - 訪問看護『ベストリハ訪問看護ステーション池袋』を東京都豊島区西池袋に開設
- 2018年11月 - 児童発達支援・ 放課後等デイサービス『ハッピートライアングル亀戸』を東京都江東区亀戸に開設
- 2018年12月 - デイサービス『ベストリハ西新井西』を東京都足立区西新井に開設
- 2019年1月 - 子会社株式会社クロスストーリーをベストリハ株式会社へ統合
- 2019年1月 - 訪問看護『ベストリハ訪問看護ステーション錦糸町』を東京都江東区毛利に開設
- 2019年3月 - デイサービス『ベストリハ亀有』を東京都葛飾区亀有に開設
- 2019年5月 - デイサービス『ベストリハ蒲田』を東京都大田区南蒲田に開設
- 2019年6月 - デイサービス『ベストリハ赤羽』を東京都北区赤羽に開設
- 2019年6月 - デイサービス『ベストリハ東向島』を東京都墨田区東向島に開設
- 2019年6月 - 『ベストリハ訪問看護ステーション池袋』を東京都豊島区池袋に移転
- 2019年6月 - 訪問看護『ベストリハ訪問看護ステーション中野』を東京都中野区本町に開設
- 2019年6月 -『訪問看護ステーション綾瀬』を東京都葛飾区亀有に移転し、店舗名も『ベストリハ亀有』に変更
- 2019年7月 - デイサービス『ベストリハ一之江』を東京都江戸川区江戸川に開設
- 2019年10月 - 訪問看護『ベストリハ訪問看護ステーション東陽町』を東京都江東区東陽に開設
- 2019年11月 - デイサービス『ベストリハ西落合』を東京都新宿区西落合に開設
- 2020年5月 - デイサービス『ベストリハ葛西』を東京都江戸川区中葛西に開設
- 2020年1月 -　事業拡大に伴い、本社を東京都台東区上野6丁目16番17号（現本社所在地）に移転
- 2020年5月 - 『ベストリハ訪問看護ステーション王子』を東京都北区王子本町に移転
- 2020年5月 - 児童発達支援・ 放課後等デイサービス『ハッピートライアングル西新井西』を東京都足立区西新井に開設
- 2020年6月 - 訪問看護『ベストリハ訪問看護ステーション渋谷』を東京都渋谷区代官山町に開設
- 2020年6月 - 訪問看護『ベストリハ訪問看護ステーション四谷』を東京都千代田区六番町に開設
- 2020年6月 - 訪問看護『ベストリハ訪問看護ステーション品川』を東京都品川区北品川に開設
- 2020年8月 - 『ベストリハ訪問看護ステーション銀座』を東京都中央区新富に移転
- 2020年9月 - デイサービス『ベストリハ中野若宮』を東京都中野区若宮に開設
- 2020年9月 - デイサービス『ベストリハ板橋大山』を東京都板橋区大山東町に開設
- 2020年10月 - 訪問看護『ベストリハ訪問看護ステーション板橋』を東京都板橋区常盤台に開設
- 2020年6月 - 訪問看護『ベストリハ訪問看護ステーション西新井西』を東京都足立区谷在家に開設
- 2020年11月 - デイサービス『ベストリハ大塚』を東京都豊島区北大塚に開設
- 2020年11月 - デイサービス『ベストリハ蒲田』を東京都大田区蒲田に開設
- 2020年11月 -『ベストリハ蒲田』の店舗名を『ベストリハ南蒲田』に変更。